# Lobus guineae
Lobus guineae är en tvåvingeart som beskrevs av Martin 1972. Lobus guineae ingår i släktet Lobus och familjen rovflugor. Inga underarter finns listade i Catalogue of Life.